# Kinh tế Kuwait
Nền kinh tế của Kuwait là một nền kinh tế nhỏ nhưng lại vô cùng giàu có nhờ dựa vào trữ lượng dầu mỏ dồi dào trên lãnh thổ. Đồng Kuwait Dinar là đơn vị tiền tệ có giá trị cao nhất trên thế giới. Các ngành công nghiệp phi dầu khí của quốc bao gồm các ngành dịch vụ tài chính. Theo Ngân hàng Thế giới, Kuwait là quốc gia giàu thứ tư trên thế giới tính theo thu nhập bình quân đầu người. Kuwait là quốc gia Vùng Vịnh giàu thứ hai tính theo GDP đầu người (chỉ sau Qatar).

## Ngành tài chính
Kuwait là quốc gia có nền tài chính vững mạnh hàng đầu trong Vùng Vịnh; Quốc gia này đã tạo ra một khoảng cách lớn về mức độ phát triển với các nước láng giềng về mặt du lịch, giao thông và các chính sách đa dạng hóa nền kinh tế. Tiểu quốc vương của Kuwait đã lên một ý tưởng rằng đất nước nên tập trung những nguồn lực phát triển kinh tế của mình vào công cuộc thúc đẩy phát triển ngành tài chính.
Trong lịch sử, khả năng ưu việt của Kuwait về lĩnh vực tài chính (trong số các quốc gia Vùng Vịnh) được thể hiện với khởi nguồn là sự thành lập Ngân hàng Quốc gia Kuwait vào năm 1952.  Ngân hàng này trở thành công ty giao dịch công khai thuộc địa phương đầu tiên ở Vùng Vịnh. Vào cuối những năm 1970 và đầu những năm 1980, một thị trường chứng khoán chuyên giao dịch cổ phiếu của các công ty Vùng Vịnh đã xuất hiện ở Souk Al-Manakh, Kuwait. Vào thời kỳ đỉnh cao, tổng vốn hóa thị trường của Kuwait có lúc còn được đánh giá là cao thứ ba trên thế giới chỉ sau Mỹ và Nhật Bản, thậm chí còn vượt cả Anh và Pháp.
Kuwait sở hữu ngành quản lý tài sản nổi bật nhất trong khu vực. Các công ty đầu tư của Kuwait có số lượng tài sản quản lý nhiều hơn bất kỳ quốc gia Vùng Vịnh nào khác và con số này vượt xa Ả Rập Xê Út. Trung tâm tài chính Kuwait, trong một tính toán sơ bộ đã ước tính rằng các công ty của Kuwait chiếm tới hơn một phần ba tổng số tài sản được quản lý tại tất cả các quốc gia Vùng Vịnh cộng lại. Sức mạnh tương đối của Kuwait trong ngành tài chính còn được mở rộng sang cả thị trường chứng khoán.  Trong nhiều năm qua, tổng giá trị của tất cả các công ty được niêm yết trên sàn giao dịch Kuwait vượt xa tổng giá trị của các công ty trên bất kỳ sàn giao dịch Vùng Vịnh nào khác ngoại trừ Ả Rập Xê Út. Năm 2011, các công ty tài chính và ngân hàng chiếm tới hơn một nửa tổng số vốn hóa thị trường Kuwait; Trong số tất cả các quốc gia Vùng Vịnh, tổng vốn hóa thị trường của các công ty thuộc lĩnh vực tài chính của Kuwait chỉ đứng sau Ả Rập Xê Út.
Trong những năm gần đây, các công ty đầu tư Kuwait đã đầu tư phần lớn tài sản của mình ra nước ngoài cho nên số tài sản nằm bên ngoài lãnh thổ trở nên nhiều hơn đáng kể so với số tài sản hiện đang nằm trong nước.
Kuwait hỗ trợ kinh tế nhiều cho các quốc gia khác thông qua Quỹ phát triển kinh tế khối Ả Rập của nước này, đây là một tổ chức nhà nước tự trị được thành lập vào năm 1961 theo mô hình phát triển của phương Tây và quốc tế. Trong những năm qua, viện trợ hàng năm được Kuwait cung cấp cho Ai Cập, Syria và Jordan cũng như Tổ chức Giải phóng Palestine. Năm 1974, quỹ đã được mở rộng để có thể tiếp cận được với tất cả các nước đang phát triển trên thế giới.